# 多瑙 (紐約州)
多瑙（英語：Danube）是一個位於美國紐約州赫基默縣的鎮。

## 人口
根據2020年美國人口普查的數據，多瑙的面積為76.70平方千米，當中陸地面積為76.03平方千米，而水域面積為0.67平方千米。當地共有人口953人，而人口密度為每平方千米12人。